# Paratrechina indica
Paratrechina indica är en myrart som först beskrevs av Auguste-Henri Forel 1894.  Paratrechina indica ingår i släktet Paratrechina och familjen myror. Inga underarter finns listade i Catalogue of Life.